# Kristina Karst
Kristina Karst (* 1982 in Koblenz) ist eine deutsche Schauspielerin.

## Leben
Kristina Karst erhielt ihre schauspielerische Ausbildung in London, und zwar am dortigen Drama Centre, einem Teil des Central Saint Martins College of Art and Design der University of the Arts London. Erste Bühnenauftritte hatte sie 2004 in der Koblenzer Kulturfabrik in dem Stück By Jeeves. 2008 spielte sie dort in dem Mundartstück Zum Schängel, das über die Jahre hinweg in Fortsetzungen immer wieder aufgeführt wird. Ein zweites Mal war Karst damit 2010 im Café Hahn zu sehen. Ein weiteres Engagement hatte sie im Berliner Theaterdock.
Daneben arbeitet Kristina Karst auch für Film und Fernsehen. Im Kino war sie in Sönke Wortmanns Historiendrama Die Päpstin zu sehen, Franziska Stünkel besetzte sie in ihrem Film Vineta. 2006 spielte Karst unter der Regie von Florian Gaag in dem mit einer Reihe von Auszeichnungen, darunter dem Grimme-Preis bedachten Streifen Wholetrain. Im Fernsehen hatte sie Gastrollen in verschiedenen Serien wie SOKO Köln, SOKO Wismar oder Großstadtrevier.
Kristina Karst lebt in Düsseldorf.

## Filmografie (Auswahl)
- 2005: SOKO Köln – Alles Lüge
- 2006: Wholetrain
- 2006: Großstadtrevier – Rampensau
- 2006: Vineta
- 2006: Rabenbrüder
- 2007: Blind Date (Kurzfilm)
- 2008: Im Namen des Gesetzes – Das Versprechen
- 2009: Alarm für Cobra 11 – Die Autobahnpolizei – Genies unter sich
- 2009: Die Päpstin
- 2011: SOKO Wismar – Das Krokodil
- 2011: Schloss Einstein (Folge 761)
- 2011: Der Mann auf dem Baum
- 2014: SOKO Köln – Der große Wurf